# Elisha Albright Hoffman
Elisha Albright Hoffman, född 1839, död 1929, pastor i Evangelical Association, sångförfattare och tonsättare från USA.

## Psalmer
- Därför älskar jag min Jesus
- Har du blodets kraft förnummit i din själ
- Nu är syndens boja krossad
- När invid korset jag böjde mig
- Underbart synes det mig
- Vilken underbar trygghet jag nu har